# Copa de baloncesto de Hungría
La Copa Húngara de Baloncesto (húngaro: Kosárlabda Magyar Kupa), oficialmente Zsíros Tibor Magyar Kupa, es un torneo de eliminación de baloncesto que se celebra anualmente en Hungría desde el año 1951. El último campeón ha sido el Szolnoki Olaj KK, que ha conseguido en 2018 su séptima copa.

## Formato
Desde 1951 hasta los 1980's, el torneo se disputaba en eliminatoria a partido único entre todos los equipos de la liga. Desde los 1980's hasta 2014 también fue igual, con la diferencia de que los cuatro semifinalistas disputaban una Final Four. Desde 2014, se disputa a través de eliminatorias a partido único entre los ocho equipos mejores clasificados en la A Division.
En 2014, la copa pasó a llamarse Zsíros Tibor Magyar Kupa, en homenaje al ex-jugador, entrenador y árbitro húngaro, Tibor Zsíros, fallecido en febrero de 2013.

## Palmarés
|  | - 1951 Vasas MÁVAG - 1952 Vasas MÁVAG - 1953 Budapesti Honvéd - 1954 Budapesti Honvéd - 1955 Budapesti Honvéd - 1956-1961 no se disputó - 1961-1962 Budapesti Honvéd - 1962-1963 Budapesti Honvéd - 1964 Budapesti Honvéd - 1965 MAFC - 1966 Budapesti Honvéd - 1967 Budapesti Honvéd - 1968 Budapesti Honvéd - 1969 Soproni MAFC - 1970 MAFC - 1971 Csepel SC - 1972 MAFC | - 1973 Budapesti Honvéd - 1974 Csepel SC - 1975 Ganz-MÁVAG VSE - 1976 Csepel SC - 1977 Budapesti Honvéd - 1978 Budapesti Honvéd - 1979 MAFC - 1981 MAFC - 1982 Budapesti Honvéd - 1983 Budapesti Honvéd - 1984 Csepel SC - 1985 Csepel SC - 1986 Budapesti Honvéd - 1987 Bajai SK - 1988 Zalaegerszegi TE - 1989 Budapesti Honvéd - 1990 Körmendi Dózsa MTE | - 1991 Budapesti Honvéd - 1992 Zalaegerszegi TE-Heraklith - 1993 Körmend-Hunor KC - 1994 Körmend KC - 1995 Marc-Körmend KC - 1996 Zalaegerszegi TE-Goldsun - 1997 Marc-Körmend KC - 1998 BC Marc-Körmend - 1999 Albacomp-SZÜV - 2000 Albacomp-UPC - 2001 Atomerőmű SE - 2002 Mol Szolnok KK - 2003 Atomerőmű SE - 2004 Kaposvári KK - 2005 Atomerőmű SE - 2006 Univer Kecskeméti SE - 2007 Szolnoki Olaj KK | - 2008 Atomerőmű SE - 2009 Pécsi VSK-Pannonpower - 2010 Zalakerámia-Zalaegerszegi TE KK - 2011 Szolnoki Olaj KK - 2012 Szolnoki Olaj KK - 2013 Alba Fehérvár - 2014 Szolnoki Olaj KK - 2015 Szolnoki Olaj KK - 2016 Egis Körmend - 2017 Alba Fehérvár - 2018 Szolnoki Olaj KK - 2019 Szolnoki Olaj KK - 2020 No se disputó - 2021 Falco KC - 2022 Szolnoki Olaj KK - 2023 Falco KC Szombathely - 2024 Szolnoki Olaj KK | - 2025 Falco KC Szombathely |

## Finales

### Formato todos contra todos (1951-2014)
| Año  | Campeón                      | Subcampeón                    | Resultado |
| ---- | ---------------------------- | ----------------------------- | --------- |
| 1951 | Vasas MÁVAG                  | Bp. Haladás                   | 41–39     |
| 1952 | Vasas MÁVAG                  | Bp. Haladás                   | 56–49     |
| 1953 | Budapesti Honvéd             | Vasas MÁVAG                   | 63–59     |
| 1954 | Budapesti Honvéd             | Bp. Haladás                   | 65–53     |
| 1955 | Budapesti Honvéd             | Műszaki Egyetem Haladás       | 74–65     |
| 1962 | Budapesti Honvéd             | MAFC                          | 54–51     |
| 1963 | Budapesti Honvéd             | MAFC                          | –         |
| 1964 | Budapesti Honvéd             | MAFC                          | –         |
| 1965 | MAFC                         | Budapesti Honvéd              | 74–54     |
| 1966 | Budapesti Honvéd             | MAFC                          | 72–67     |
| 1967 | Budapesti Honvéd             | MAFC                          | 77–69     |
| 1968 | Budapesti Honvéd             | MAFC                          | 106–75    |
| 1969 | Soproni MAFC                 | MAFC                          | 85–70     |
| 1970 | MAFC                         | Budapesti Honvéd              | 85–77     |
| 1971 | Csepel SC                    | MAFC                          | 61–57     |
| 1972 | MAFC                         | Budapesti Honvéd              | –         |
| 1973 | Budapesti Honvéd             | MAFC                          | –         |
| 1974 | Csepel SC                    | BSE                           | –         |
| 1975 | Ganz-MÁVAG VSE               | Csepel SC                     | –         |
| 1976 | Csepel SC                    | Budapesti Honvéd              | –         |
| 1977 | Budapesti Honvéd             | Ganz-MÁVAG VSE                | –         |
| 1978 | Budapesti Honvéd             | MAFC                          | 95–84     |
| 1979 | MAFC                         | Bp. Vasas Izzó                | 100–89    |
| 1981 | MAFC                         | Ganz-MÁVAG VSE                | 82–72     |
| 1982 | Budapesti Honvéd             | MAFC                          | –         |
| 1983 | Budapesti Honvéd             | MAFC                          | 82–80     |
| 1984 | Csepel SC                    | Zalaegerszegi TE              | 85–77     |
| 1985 | Csepel SC                    | Budapesti Honvéd              | 92–85     |
| 1986 | Budapesti Honvéd             | Bajai SK                      | 76–75     |
| 1987 | Bajai SK                     | Tungsram SC                   | 67–62     |
| 1988 | Zalaegerszegi TE             | Oroszlányi Bányász            | 80–78     |
| 1989 | Budapesti Honvéd             | Oroszlányi Bányász            | 83–75     |
| 1990 | Körmendi Dózsa MTE           | Budapesti Honvéd              | 63–62     |
| 1991 | Budapesti Honvéd             | Atomerőmű SE                  | 96–69     |
| 1992 | Zalaegerszegi TE-Heraklith   | Budapesti Honvéd              | 84–75     |
| 1993 | Körmend-Hunor KC             | Szolnoki Olajbányász          | 80–68     |
| 1994 | Körmend KC                   | Szolnoki Olajbányász          | 68–67     |
| 1995 | Marc-Körmend KC              | Szolnoki Olaj KK              | 95–90     |
| 1996 | Zalaegerszegi TE-Goldsun     | Danone Honvéd                 | 68–67     |
| 1997 | Marc-Körmend KC              | Danone Honvéd                 | 82–72     |
| 1998 | BC Marc-Körmend              | Falco-Lépték KC               | 81–69     |
| 1999 | Albacomp-SZÜV                | BC Marc-Körmend               | 92–87     |
| 2000 | Albacomp-UPC                 | Matáv SE Pécs                 | 74–56     |
| 2001 | Atomerőmű SE                 | KlímaVill-Purina-Kaposvári KK | 94–82     |
| 2002 | Mol Szolnok KK               | Atomerőmű SE                  | 91–82     |
| 2003 | Atomerőmű SE                 | Debreceni Vadkakasok          | 91–68     |
| 2004 | Kaposvári KK                 | Albacomp                      | 83–81     |
| 2005 | Atomerőmű SE                 | Albacomp                      | 80–71     |
| 2006 | Univer KSE                   | Atomerőmű SE                  | 82–79     |
| 2007 | Szolnoki Olaj KK             | Lami-Véd Körmend KC           | 80–67     |
| 2008 | Atomerőmű SE                 | Falco-Szova KC-Szombathely    | 107–96    |
| 2009 | Pécsi VSK-Pannonpower        | Falco KC-Szombathely          | 98–87     |
| 2010 | Zalakerámia-Zalaegerszegi TE | Falco KC-Szombathely          | 91–74     |
| 2011 | Szolnoki Olaj KK             | Albacomp                      | 79–71     |
| 2012 | Szolnoki Olaj KK             | Atomerőmű SE                  | 85–75     |
| 2013 | Alba Fehérvár                | Szolnoki Olaj KK              | 74–54     |

### Formato 8 mejores equipos (2014-actualidad)
| Año  | Campeón                                  | Resultado                                | Subcampeón                               | 3ª plaza                                 | 4ª plaza                                 | Pabellón                          | Ciudad   |
| ---- | ---------------------------------------- | ---------------------------------------- | ---------------------------------------- | ---------------------------------------- | ---------------------------------------- | --------------------------------- | -------- |
| 2014 | Szolnoki Olaj KK                         | 70–68                                    | Soproni KC                               | KTE-Duna Aszfalt                         | Atomerőmű SE                             | Lauber Dezső Sports Hall          | Pécs     |
| 2015 | Szolnoki Olaj KK                         | 67–49                                    | KTE-Duna Aszfalt                         | Atomerőmű SE                             | Soproni KC                               | Tüskecsarnok                      | Budapest |
| 2016 | Egis Körmend                             | 68–55                                    | Szolnoki Olaj KK                         | Soproni KC                               | PVSK-Panthers                            | SYMA Sports and Conference Center | Budapest |
| 2017 | Alba Fehérvár                            | 59–58                                    | Szolnoki Olaj KK                         | SZTE-Szedeák                             | Egis Körmend                             | Audi Aréna                        | Győr     |
| 2018 | Szolnoki Olaj KK                         | 82–67                                    | Falco KC Szombathely                     | Atomerőmű SE                             | Alba Fehérvár                            | Főnix Hall                        | Debrecen |
| 2019 | Szolnoki Olaj KK                         | 92–83                                    | Falco                                    | DEAC                                     | JKSE                                     | Audi Aréna                        | Győr     |
| 2020 | Cancelado debido a la pandemia COVID-19. | Cancelado debido a la pandemia COVID-19. | Cancelado debido a la pandemia COVID-19. | Cancelado debido a la pandemia COVID-19. | Cancelado debido a la pandemia COVID-19. |                                   |          |
| 2021 | Falco                                    | 67–64                                    | DEAC                                     | Szolnoki Olaj                            | Körmend                                  | Ludovika Aréna                    | Budapest |
| 2022 | Szolnoki Olaj                            | 100–72                                   | Szedeák                                  | Kecskeméti TE                            | Alba Fehérvár                            | Főnix Aréna                       | Debrecen |
| 2023 | Falco KC Szombathely                     | 92–48                                    | Soproni KC                               |                                          |                                          | Tüskecsarnok                      | Budapest |
| 2024 | Szolnoki Olaj                            | 96–80                                    | Kecskeméti TE                            |                                          |                                          | BOK Sportcsarnok                  | Budapest |
| 2025 | Falco KC Szombathely                     | 101–76                                   | Egis Körmend                             |                                          |                                          | Városi Sportcsarnok               | Kaposvár |

## Copas por club
| Club                 | Títulos | Finalista | Años Campeón                                                                                         | Años Finalista                                                                                 |
| -------------------- | ------- | --------- | --- | ---------------------------------------------------------------------------------------------- |
| Budapesti Honvéd     | 17      | 9         | 1953, 1954, 1955, 1962, 1963, 1964, 1966, 1967, 1968, 1973, 1977, 1978, 1982, 1983, 1986, 1989, 1991 | 1965, 1970, 1972, 1976, 1985, 1990, 1992, 1996, 1997                                           |
| Szolnoki Olaj KK     | 10      | 6         | 2002, 2007, 2011, 2012, 2014, 2015, 2018, 2019, 2022, 2024                                           | 1993, 1994, 1995, 2013, 2016, 2017                                                             |
| BC Körmend           | 7       | 3         | 1990, 1993, 1994, 1995, 1997, 1998, 2016                                                             | 1999, 2007, 2025                                                                               |
| MAFC                 | 5       | 16        | 1965, 1970, 1972, 1979, 1981                                                                         | 1951, 1952, 1954, 1955, 1962, 1963, 1964, 1966, 1967, 1968, 1969, 1971, 1973, 1978, 1982, 1983 |
| Csepel SC            | 5       | 1         | 1971, 1974, 1976, 1984, 1985                                                                         | 1975                                                                                           |
| Alba Fehérvár        | 4       | 3         | 1999, 2000, 2013, 2017                                                                               | 2004, 2005, 2011                                                                               |
| Atomerőmű SE         | 4       | 4         | 2001, 2003, 2005, 2008                                                                               | 1991, 2002, 2006, 2012                                                                         |
| ZTE KK               | 4       | 1         | 1988, 1992, 1996, 2010                                                                               | 1984                                                                                           |
| Falco KC Szombathely | 3       | 6         | 2021, 2023, 2025                                                                                     | 1998, 2008, 2009, 2010, 2018, 2019                                                             |
| Vasas MÁVAG          | 3       | 3         | 1951, 1952, 1975                                                                                     | 1953, 1977, 1981                                                                               |
| Kaposvári KK         | 1       | 1         | 2004                                                                                                 | 2001                                                                                           |
| Bajai SK             | 1       | 1         | 1987                                                                                                 | 1986                                                                                           |
| PVSK-Panthers        | 1       | -         | 2009                                                                                                 | -                                                                                              |
| Kecskeméti KSE       | 1       | -         | 2006                                                                                                 | -                                                                                              |
| Soproni MAFC         | 1       | -         | 1969                                                                                                 | -                                                                                              |
| Oroszlányi Bányász   | -       | 2         | - | 1988, 1989                                                                                     |
| KTE KK               | -       | 2         | - | 2015                                                                                           |
| Soproni KC           | -       | 1         | - | 2014                                                                                           |
| Debreceni Vadkakasok | -       | 1         | - | 2003                                                                                           |
| Matáv SE Pécs        | -       | 1         | - | 2000                                                                                           |
| Tungsram SC          | -       | 1         | - | 1987                                                                                           |
| Bp. Vasas Izzó       | -       | 1         | - | 1979                                                                                           |
| BSE                  | -       | 1         | - | 1974                                                                                           |
| DEAC                 | -       | 1         | - | 2021                                                                                           |
| Szedeák              | -       | 1         | - | 2022                                                                                           |

## Máximos Anotadores y MVP's de las Finales
| Año  | Máximo Anotador     | Máximo Anotador  | Máximo Anotador |               | MVP                  | MVP |
| Año  | Jugador             | Equipo           | Puntos          | Jugador       | Equipo               |     |
| 2015 | Strahinja Milošević | Szolnoki Olaj KK | 18              | –             | –                    |     |
| 2016 | Trey McKinney-Jones | Egis Körmend     | 20              | –             | –                    |     |
| 2017 | Nikola Pavličević   | Szolnoki Olaj    | 15              | Péter Lóránt  | Alba Fehérvár        |     |
| 2018 | Dávid Vojvoda       | Szolnoki Olaj    | 21              | –             | –                    |     |
| 2019 | Dávid Vojvoda       | Szolnoki Olaj    | 31              | Szilárd Benke | Szolnoki Olaj        |     |
| 2021 | Zoltán Perl         | Falco            | 20              | Zoltán Perl   | Falco                |     |
| 2022 | Xavier Pollard      | Alba Fehérvár    | 20              | Roko Badžim   | Szolnoki Olajbányász |     |